# اودیبل
اودیبل (به انگلیسی: Audible) یک سرویس آنلاین آمریکایی برای کتاب صوتی و پادکست است که به کاربران امکان خرید یا پخش جریانی (استریم) محتوای صوتی را می‌دهد. کاربران می‌توانند کتاب‌ها را به‌صورت تکی یا از طریق اشتراک ماهانه (با دریافت اعتبار) تهیه کنند و به کتابخانه‌ای گزینش‌شده از آثار دسترسی داشته باشند. اودیبل بزرگ‌ترین تولیدکننده و خرده‌فروش کتاب صوتی در ایالات متحده محسوب می‌شود.
دفتر مرکزی این شرکت در نیوآرک، نیوجرسی واقع شده و از سال ۲۰۰۸ یکی از شرکت‌های تابعهٔ آمازون است.

## تاریخچه
نخستین محصول شرکت، پخش‌کنندهٔ قابل‌حمل «Audible MobilePlayer» بود که در سال ۱۹۹۷ با چهار مگابایت حافظه عرضه شد و امکان نگهداری حدود دو ساعت صدا را داشت.
در مارس ۱۹۹۹، مایکروسافت ۱۱ میلیون دلار در اودیبل سرمایه‌گذاری کرد. در همان سال، مدیرعامل شرکت، اندرو جی. هافمن درگذشت.
در سال ۲۰۰۳، اودیبل به‌عنوان تأمین‌کنندهٔ انحصاری کتاب‌های صوتی در آیتونز انتخاب شد، ولی این همکاری در سال ۲۰۱۷ با حکم ضد انحصار در اتحادیه اروپا به پایان رسید.
در سال ۲۰۰۸، آمازون شرکت اودیبل را به ارزش حدود ۳۰۰ میلیون دلار خریداری کرد.
از جمله پروژه‌های ویژهٔ اودیبل می‌توان به «Audible Frontiers» (آثار علمی-تخیلی)، «ACX» (پلتفرم تولید محتوای کتاب صوتی)، و مجموعه‌های «A-List Collection» با صدای هنرمندان مشهور مانند ان هتوی، کیت وینسلت و ساموئل ال. جکسون اشاره کرد.

## محتوا و اشتراک
در سال ۲۰۲۰، اودیبل دو سطح اشتراک جدید معرفی کرد: «Audible Plus» و «Premium Plus». سطح دوم شامل دریافت اعتبار برای خرید کتاب‌هاست، در حالی‌که سطح اول فقط به کتابخانهٔ درخواستی دسترسی می‌دهد.
محتوای اودیبل شامل بیش از ۲۰۰٬۰۰۰ برنامه صوتی از ناشران کتاب، روزنامه‌ها و مجلات، نمایش‌های رادیویی، مصاحبه‌ها، کمدی، و سخنرانی‌هاست.

## محتوای اختصاصی
اودیبل از سال ۲۰۱۶ برنامه‌سازی صوتی اختصاصی را با نام «Audible Originals» آغاز کرد. در این مجموعه‌ها می‌توان به پادکست‌هایی مانند «Where Should We Begin?» با استر پرل و «Sincerely, X» با همکاری تد اشاره کرد.
در سال ۲۰۲۴، نسخهٔ صوتی اقتباسی از رمان ۱۹۸۴ جرج اورول با بازی اندرو گارفیلد، تام هاردی و اندرو اسکات معرفی شد.

## پشتیبانی از دستگاه‌ها
اودیبل روی دستگاه‌های ویندوز، مک‌اواس، آی‌اواس، اندروید، کیندل و اسپیکر هوشمند اجرا می‌شود. نسخه‌ای برای لینوکس ارائه نشده، اما کاربران می‌توانند از نرم‌افزارهای شخص ثالث مانند OpenAudible استفاده کنند.

## کیفیت صدا
فرمت‌های صوتی اودیبل شامل:
- AAX (Enhanced Audio): با کیفیت ۶۴ تا ۱۲۸ کیلوبیت بر ثانیه
- فرمت ۴: ۳۲ کیلوبیت، مونو
- فرمت‌های قدیمی ۲ و ۳ با کیفیت پایین‌تر

## مدیریت حقوق دیجیتال
اودیبل از DRM برای فایل‌های .aa و .aax استفاده می‌کند که فقط روی دستگاه‌های مجاز پخش می‌شوند. کاربران فقط می‌توانند تعداد محدودی سی‌دی تهیه کنند و انتقال فایل‌ها به دستگاه‌های دیگر محدود است.
با وجود این، برخی نرم‌افزارهای غیررسمی در خارج از ایالات متحده امکان حذف DRM و تبدیل فرمت را فراهم می‌کنند.

## قدرت بازار
اودیبل سالانه بیش از ۱۰٬۰۰۰ کتاب صوتی تولید می‌کند و از طریق ACX با نویسندگان و صداپیشگان همکاری دارد. در سال ۲۰۱۳، مدیرعامل شرکت اظهار داشت که اودیبل ممکن است بزرگ‌ترین کارفرمای بازیگران در نیویورک باشد.